# Citrus limetta
Limettier doux, Limonette, Limette douce de Tunisie
Pour les articles homonymes, voir limettier et limettier doux.
Espèce
Classification APG III (2009)
Citrus limetta est une espèce d'arbre fruitier de la famille des Rutaceae.
Le fruit est la limette ou citron doux, à la pulpe moins acide que celle de l'orange. Il est aussi appelé Limettier doux, Limonette ou Limette douce de Tunisie, Limette de Marrakech. La limonette de Marrakech, Citron beldi au Maroc existe sucré ou acide.
Il est parfois commercialisé sous le nom de citron bergamote en raison du parfum de son écorce qui rappelle la bergamote vraie.